# Francisco Costa (pallamanista)
Francisco Mota da Costa (Oporto, 16 febbraio 2005) è un pallamanista portoghese, terzino dello Sporting CP e della nazionale maschile di pallamano del Portogallo.

## Biografia
Suo padre, Ricardo Costa, è attualmente allenatore dello Sporting. Suo fratello maggiore, Martim Costa (2002), è anch'esso membro dello Sporting e della nazionale maggiore portoghese.

## Palmares

### Club

#### Competizioni nazionali
- Campionato portoghese: 2

Sporting CP: 2023-24, 2024-25
- Coppa del Portogallo: 4

Sporting CP: 2021-22, 2022-23, 2023-24, 2024-25
- Supercoppa portoghese: 2

Sporting CP: 2023, 2024

### Individuale
- Campionato mondiale maschile di pallamano 2025: miglior giovane